# Arminius
Se även Jacobus Arminius.

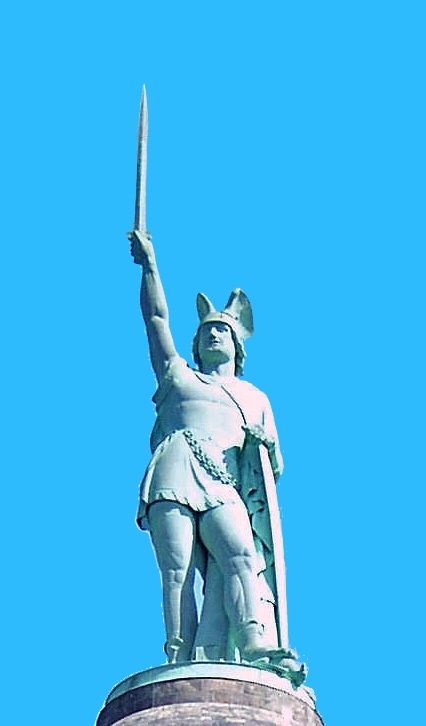
Hermannsdenkmal, uppförd 1838-1875 på det 368 meter höga berget Teutberg i de södra delarna av Teutoburgerskogen.

Arminius, Hermann, född mellan 18 och 16 f.Kr., död 21 e.Kr., var en militär ledare från den germanska stammen cheruskerna, mest känd för att ha lett germanska trupper till seger mot tre romerska legioner i slaget i Teutoburgerskogen. Han var son till krigsherren Segimer.
Var namnet "Arminius" kommer från är osäkert. I Tyskland fick han århundraden senare namnet Hermann, möjligen av Martin Luther, då man trodde att namnet i källorna var en latinisering av detta namn, vilket idag hålls för osannolikt.
Arminius tjänstgjorde som befäl i de romerska hjälptrupperna, auxilia, och lärde sig latin. Under tjänstgöringen blev han vän med sin framtida motståndare provinslegaten Publicus Quinctilius Varus. När han efter omkring sju år lämnade tjänstgöringen fick han romerskt medborgarskap och blev utnämnd till romersk riddare, eques.

## Slaget i Teutoburgerskogen
Huvudartikel: Slaget i Teutoburgerskogen
I september år 9 var de romerska sjuttonde, artonde och nittonde legionerna under ledning av Publius Quinctilius Varus, sedan år 7 ståthållare i Rhenlandet, på väg mot sitt vinterläger i Vetera, när de från Arminius fick uppgifter om ett uppror som brutit ut. Varus var varnad för förräderi av hövdingen Segestes, men ignorerade denne och satte trupperna i rörelse mot upproret. Det var ingen lång omväg. Arminius fick dock rida i förväg för att uppbåda lokala stammar som stöd. I själva verket var varningarna väl befogade, och på en väl utvald och förberedd plats leddes de romerska trupperna i ett bakhåll, som slutade med att de nästan helt nedgjordes.

## Efter slaget

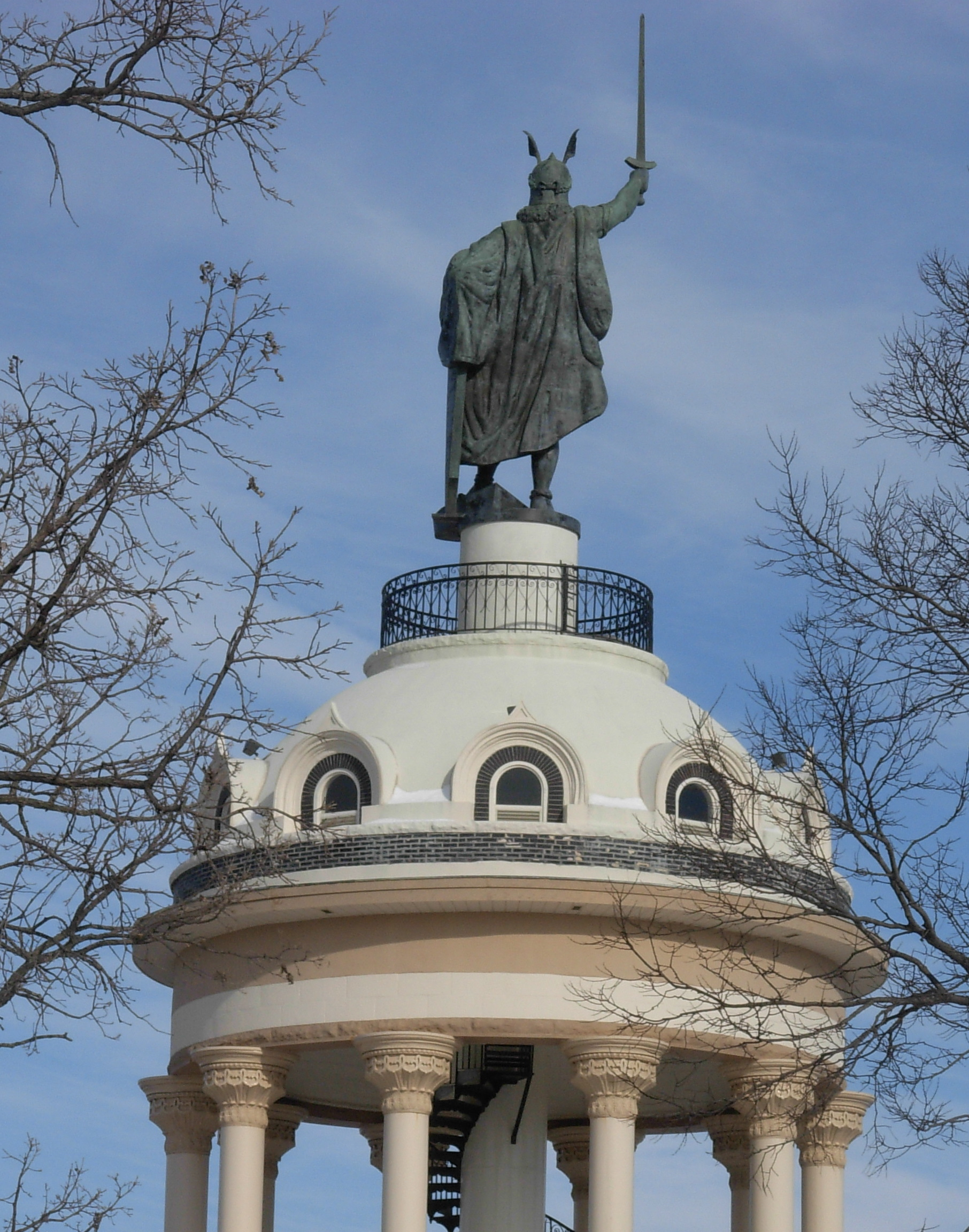
Hermann Heights Monument i New Ulm, Minnesota.

Någon gång, troligen efter slaget, rövade Arminius bort och gifte sig med Thusnelda, dotter till Segestes. År 15 tillfångatogs hon av romerska trupper, och fördes till Ravenna, där hon födde sonen Thumelicus.
Rom försökte hämnas och visa sin makt genom fälttåg under ledning av Tiberius (år 11 och 12) och sedan Germanicus (år 14-16), utan att egentligen vara ute efter att erövra nytt land. Den romerska hären mötte germanska trupper under Arminius i flera fältslag, dock utan att något avgörande kunde nås, och till slut gav Tiberius upp försöken att underkuva germanerna.
År 17 drabbade istället de två stora koalitionerna av germanska stammar, under ledning av Arminius respektive Maroboduus, samman utan att ett klart resultat nåddes. Arminius makt ökade dock, till slut i sådan grad att han anklagades för att vilja bli kung och några av hans anhängare övergav honom. Enligt Tacitus skall år 19 en chatterhövding erbjudit senaten att giftmörda honom, vilket avböjdes. År 21 dödades han istället av medlemmar av sin egen stam, enligt Tacitus för att de oroade sig över att han strävade efter för mycket makt.

## Eftermäle
Arminius har i senare tider blivit en symbolgestalt i olika sammanhang, särskilt i kejsartidens Tyskland och i det tredje riket.
1838-1875 uppfördes Hermannsdenkmal, en jättelik staty till minne över slaget, på det 368 meter höga berget Teutberg i de södra delarna av Teutoburgerskogen, nära Detmold i dåvarande furstendömet Lippe.
Hermann Heights Monument i New Ulm, Minnesota är USA:s tredje största kopparstaty (efter frihetsgudinnan i New York och Portlandia i Portland, Oregon). Fotbollsklubben DSC Arminia Bielefeld och många andra tyska föreningar är uppkallade efter honom. En mängd böcker och annan populärkultur har behandlat Arminius liv och hur han påverkat historien.